# Unidad Deportiva Hermanos López Rayón
El estadio de la Unidad Deportiva Hermanos López Rayón es una instalación deportiva localizada en la ciudad de Uruapan, Michoacán. Tiene una capacidad de 5000 espectadores y actualmente es la sede de los clubes Halcones Fútbol Club y Aguacateros Club Deportivo Uruapan ambos participantes de la Liga Premier del fútbol mexicano, además a lo largo de su historia ha albergado encuentros de otras categorías como la anterior Segunda División y de la Tercera División.
El estadio se encuentra localizado dentro de un complejo deportivo municipal, por lo cual es utilizado para el uso de distintos eventos de fútbol más allá de las categorías profesionales del fútbol mexicano.